# Pologne aux Jeux olympiques d'hiver de 1928
Cet article contient des informations sur la participation et les résultats de la Pologne aux Jeux olympiques d'hiver de 1928 à Saint-Moritz en Suisse. Elle était représentée par 26 athlètes. La délégation polonaise n'a pas remporté de médailles.